# Pinheiros (Espírito Santo)
Pinheiros é um município brasileiro do estado do Espírito Santo. Localiza-se a uma latitude 18°22'13" sul e a uma longitude 40°12'48" oeste, estando a uma altitude de 70 metros. Possui uma área de aproximadamente 974 km². Pinheiros, conhecida como a "Capital da Fruta" está a 293 km da capital Vitória e é integrante da Região Doce Terra Morena no extremo norte do Espírito Santo. O município é dotado de belezas naturais e culturais. 
A região conta com a Reserva Biológica Córrego do Veado, que foi criada em 1982 e possui 2.392 hectares de mata atlântica. A reserva fica ao lado do Córrego Santo Antônio e a 9 km do centro da cidade. Um local preservado, com belezas naturais e rica fauna silvestre.

## Economia
Na economia destacam-se a pecuária, agricultura e, principalmente, fruticultura. Pinheiros é o maior produtor de mamão do Brasil, assim com a região em que se encontra. Além disso, possui forte produção e exportação de gado de corte, farinha de mandioca, café, limão, maracujá, feijão, milho, pimenta do reino, abóbora, pinha, graviola, goiaba, banana, abacaxi e, como não podia faltar, o mamão. São em média 100 caminhões que saem carregados de mamão por dia para outras cidades do Estado e outros Estados do Brasil. Por meio da empresa Packing House, da família Orletti, o mamão de Pinheiros também é exportado para outros países, como França, Itália, Inglaterra e Portugal. A cidade ainda conta com 08 indústrias de mamão, o que gera emprego e renda para as famílias. Com toda essa potência na agricultura, Pinheiros atrai empresários do Brasil e de outros países. Além disso, possui projetos de visitação aos plantios para estudantes de agronomia, empresários ou pessoas que desejam conhecer as tecnologias de ponta que são utilizadas na agricultura. Além disso, Pinheiros tem um forte aspecto comercial da região, a cidade conta com várias empresas conhecidas, entre elas a "Móveis Simonetti", com sede na cidade e presente nos estados do Espírito Santo, Bahia e Minas Gerais, e também a NOVA REDE INDUSTRIA DE EMBALAGENS, empresa especializada em soluções de embalagens de Polietileno, tais como as redinhas para frutas.

## Aspectos Culturais
Na cultura, se destacam a "Folia de Reis", "Virada Radical", "Festa da Cidade", "Arraia da Pedra Furada", "Festival da Canção", "Festa da Carne de Sol" e a tradicional "Feira", realizada todo o sábado na cidade, onde são comercializados produtos agrícolas da região. Sua culinária é baseada nos "frutos da terra", como dizem por lá. Portanto, as iguarias derivadas da mandioca fazem o casamento com a carne de sol. Além da utilização das frutas para o enriquecimento da culinária. Esta é a cidade de Pinheiros, um lugar rico que valoriza a cultura, a terra e o homem do campo.

## Histórico
O povoamento do território hoje compreendido pelo município de Pinheiros teve início em meados deste século, quando o fazendeiro Lousival Carvalho, que possuía um corte de madeira entre as localidades de Jundiá e Santo Antônio, colocou, no lugar onde hoje se acha a sede municipal, um seu empregado, de nome José Pinheiro, que ali se estabeleceu com um armazém, para atender aos trabalhadores da extração de madeira.
Naquele local, surgiu um pequeno povoado, que passou a ser conhecido como do Pinheiro. Posteriormente alterada para Barrinha, diminutivo da sede do município de Conceição da Barra, ao qual, aquela região pertencia administrativamente.
Em 1963, a lei nº 1917, de 30-12, criou, com território desmembrado de Conceição da Barra, o município com a denominação de Pinheiros em homenagem ao primeiro comerciante da região, José Pinheiro. Não obstante a lei tenha registrado o topônimo Pinheiros.

## Formação Administrativa
Elevado à categoria de município com a denominação de Pinheiros, pela lei estadual nº 1917, de 30 de dezembro de 1963, desmembrado de Conceição da Barra. Sede no atual distrito de Pinheiro ex-povoado. Constituído de 2 distritos: Pinheiros e São João do Sobrado desmembrado de Conceição da Barra. Instalado em 22 de abril de 1964.
Em divisão territorial datada de 1 de janeiro de 1979, o município é constituído de 2 distritos: Pinheiros e São João do Sobrado.
Assim permanecendo em divisão territorial datada de 2005.

## Esporte
O Pinheiros Futebol Clube foi fundado em abril de 1993 sob o nome de Esporte Clube Pinheiros (O nome atual foi adotado mais tarde).
Após disputar várias competições do futebol amador e se tornar referência para o esporte local, o "verdão do norte", como é conhecido popularmente, ingressou no profissionalismo e foi vice-campeão da segunda divisão estadual de 2006. Assim, o time esteve, desde 2007, na primeira divisão do Campeonato Capixaba de Futebol.